# 정회선
정회선(1974년 5월 26일 ~ )은 삼성 라이온즈의 전 야구 선수다. 쌍방울에 지명되었으나 지명권 양도로 삼성에 입단했다.

## 출신 학교
- 공주고등학교
- 경성대학교

## 같이 보기
- 1999년 삼성 라이온즈 시즌